# Hollandsk vindmølle
En hollandsk vindmølle er en vindmølletype, som er karakteriseret ved, at kun hatten er bevægelig, i modsætning til forgængeren, stubmøllen, hvor hele møllen drejede om en stub. Den blev oprindelig primært benyttet til at male korn eller som pumpemølle. Efterhånden blev den udviklet bl.a. til at forarbejde materialer, save træ, producere papir og presse olie af kerner. I slutningen af det 19. århundrede blev en del møller af denne type udstyret med en motor og kunne derfor anvendes til en bred vifte af energiproduktion. 
Alle vindmøller er opbygget på baggrund af et princip, hvor vingerne overfører vindenergi til mølleværket ved udveksling med aksler og tandhjul eller kamhjul. Mølleværket er installeret i en bygning, hvor skellettet ofte er en trækonstruktion, der kaldes møllekroppen. Denne er i de fleste hollandske møller ottekantet, men der findes også i mindre omfang sekskantede møllekroppe. Et meget lille antal møller er konstrueret som polygoner med ti eller tolv sider.
De hollandske møller findes i to grundtyper: Jordstående med kælenavnet "jordhollænder" og grundmurede med en undermølle i sten og galleri med kælenavnet "gallerihollænder". Begge typer er faststående og forefindes med eller uden kælder.  Galleriet betegnes også som ”en omgang”,  idet det er en slags træterrasse hele vejen rundt om møllekroppen, hvor mølleren kan gå rundt og påsætte sejl på vingerne og manuelt krøje møllen. Begge typer kan bygges højere end stubmøllerne, men især de eksemplarer, der er forsynet med undermølle, har generelt en større produktionskapacitet end de ældre møller.  Nogle hollandske møller er helmurede. De kaldes også Tårnmøller eller "Tårnhollændere".
Etagerne i hollandske vindmøller betegnes som lofter. Broloftet er det underste, herefter følger kværnloft, lorrisloft med hejseværk og hatloft Under broloftet kan der være en undermølle og eller en kælder. Nogle eksemplarer af de hollandske møller, især blandt tårnmøllerne, har yderligere et eller flere lofter.

## Ydre kendetegn
.
De hollandske møller har en række fælles kendetegn, men det enkelte eksemplar lader sig let adskille ved en række detaljer. Møllekroppen findes i to grundkonstruktioner. Den ene,jordstående type, er placeret på et fundament direkte på jorden. Den kan dog have en kælder og gennemkørsel til vogntransport, hvis den er placeret på en naturlig eller kunstigt anlagt forhøjning. Denne type krøjes enten manuelt fra en jordomgang eller med vindrose, og persen  betjenes fra jorden.
Den anden type er opbygget med undermølle i grundmur og udstyret med galleri, hvorfra den kan krøjes, påsættes sejl og bremses. En hollandsk vindmølle har oftest fire vinger, der udgøres af to vingearme. De to vingearme sidder forskudt for hinanden i akselhovedet. Vingerne har enten hækværk til sejl eller selsvikkende klapper.
Møllekroppen er normalt ottekantet og beklædt med træ, spån eller pap. Undtagelsen er de helmurede, der er formet som et tårn.
Den bærende konstruktion består af otte hovedstolper , der er fastgjort ved tømmeret nederst i møllen (fodtømmeret) og herfra strækker sig op til møllekroppens top. Ved hver etageadskillelse er der indsat loftsbjælker i højbenene, og på hvert loft er højbenene forbundet med krydsbånd, der afstiver konstruktionen.
En del af de træ- eller spånbeklædte møller er opskalkede.  Ved opskalkning forstås en mindre bøjning udad på møllekroppen. Bøjningen skyldes, at der på det nederste stykke af de bærende stolper er monteret kileformede træstykker, betegnet som ”skalke”. Ud over at være dekorativ har denne formgivning en teknisk funktion, idet den skaber luft mellem beklædningen på møllekroppen og det underste bjælkelag  for at hindre fugtskader på det bærende tømmer i møllen. Fugtskader på tømmeret har sammen med brande og stormskader været de hyppigste årsager til, at hollandske vindmøller er blevet ødelagte og i værste fald har måttet nedrives. 
Den bevægelige hat er enten løgformet eller bådformet og beklædt med pap eller spån. På bjælkerne i hatten ("saksbjælkerne") er fastgjort klodser af træ eller jern, hvor nogle af klodserne er bærende, mens andre er styrende. Når møllen ikke er i brug, holdes hathjulet i ro ved hjælp af en rem af jern kaldet en perse. Persen justeres ved hjælp af en persebom. Tidligere var hele persen lavet af piletræ, men på nyere møller er det kun belægningen, der er af træ.

### Eksempler på hollandske møller med forskellige ydre særpræg
- Britzer Mølle i Berlin omtales i litteraturen som en prototype
- Lyngmøllen er jordstående med manuelt krøjeværk
- Blåbæks Mølle er jordstående med underliggende gennemkørsel
- Ramløse Mølle med muret undermølle, galleri, selsvikkende klapper og vindrose
- Lumby Mølle har en undermølle i to etager og en møllekrop, der nederst er beklædt med træ og øverst med spån
- Grubbe vindmølle af de få danske eksempler på en bevaret hollandsk vindmølle, som indgår i et dobbeltanlæg, dvs. der er både en vandmølle og en vindmølle i samme anlæg
- Den hollandske vindmølle i Elk Horn, Iowa, USA, som blev flyttet fra Nørre Snede til Elk Horn i 1975
- Tårnhollænder fra Holgate i York, se også tårnmølle

## Konstruktion og teknik
Selv om der er mange tekniske kombinationsmuligheder, finder en del speciallitteratur det muligt at skitsere en model over en prototype. 

### Opbygning i etager
Både informationstavlerne ved Vestervig Klostermølle og Melby Mølle, samt Lebech- Sørensen (2006) præsenterer flere forskellige skitser over lofternes indretning.  Da kraftoverførslen foregår i toppen af møllen, er følgende gennemgang oppefra og nedefter.

#### Møllehatten
Mølleakslen, der bærer vingerne, er skråtliggende og via et knaghjul forbundet til et stort vandretstillet kamhjul i toppen af møllen. Dette hjul kaldes ”krondrevet” og er normalt lavet af træ. Når møllen er i funktion, er "hathjulet" og krondrevet i indgreb, hvilket vil sige, at tænderne på hjulene er skubbet ind mellem hinanden. Indgrebet omdanner den lodrette bevægelse til en vandret bevægelse. Ved hjælp af en lodretstående aksel føres bevægelsen videre til et meget stort hjul, der i fagsproget betegnes stjernehjulet.

#### Lorrisloftet
Næste loft, lorrisloftet domineres af hejseværket, hvorfra det gennem luger har været muligt at hejse sække op og ned efter behov. De mange kamhjul og udvekslingsmekanismer kan desuden bruges til forskellige opgaver ud over kværnearbejdet, f.eks. til at sigte melet. 

#### Kværnloftet
Kværnen, der maler kornet, er placeret på sin "egen" etage, kværnloftet. I løbet af 1700 -tallet udvikledes det såkaldte stjernehjul, en mekanisme, der fordeler kraften til kværnene. Dette blev typisk installeret på kværnloftet, men en del møller har et selvstændigt stjernehjulsloft over kværnloftet. I Danmark er det især i Jylland, der har været bygget møller med stjernehjulsloft.
Fra stjernehjulet fordeles kraften til de forskellige drev. Forskellen i diameter på stjernehjulet og kværnenes mindre stokkedrev øgede kværnenes hastighed betragteligt i forhold til tidligere. Dette blev herefter forbundet med møllens øvrige vitale dele, bl.a. en eller flere kværne. Selve hovedakslen, der løber tværs ned gennem møllen, ender på dette niveau i et leje, dette består af en kugle i en metalskål med olie, der giver fuld bevægelighed.

#### Broloftet
Meltudene, dvs. de tragte, som melet passerer, når det er malet færdigt, udmunder ofte på det nederste loft, Broloftet, som ligeledes normalt er udstyret med skallekværn. Fra dette loft er der i nogle møller adgang til galleriet uden på møllen, hvorfra hat og vinger krøjes. Krøjeværket er manuelt betjent eller styret af en vindrose. På den hollandske mølletype er det ”kun” møllehat og vinger, der skal drejes, når vinden skifter eller møllen skal standses. 
På møller uden galleri er såvel krøjning og påsætning af sejl på vingerne som justeringen af persen væsentlig mere besværlig. Persen er den mekanisme, der holder hathjulet i ro, når møllen skal nedbremses eller er ude af drift.

#### Undermøllen
I møller med undermølle er der ofte opstillet en skallekværn her. Efter år 1900 blev disse typisk drevet af en mindre motor. I nogle møller er meltudene placeret i undermøllen i stedet for på broloftet.

#### Kælderen
Nogle møller har en kælder og/eller en gennemkørsel, hvor kunderne kunne køre ind og aflæsse deres kornsække direkte, hvorefter de typisk blev hejst op i møllen af et hejseværk.

## Historie
Stubmøllerne var besværlige at håndtere og det var vanskeligt at transportere kornet, fordi adgangen gik ad den smalle hale, stjerten. Når møllen skulle drejes ind eller ud af vinden var det hele huset, der skulle flyttes. 
Den hollandske mølle repræsenterede derfor et væsentligt teknologisk fremskridt:
Den hollandske mølle var en væsentlig forbedring af vindmøllerne.
Dels skulle kun hatten drejes for at få vingerne op i vind, hvorfor
møllerne kunne bygges større og af kraftigere materialer; dels har
den hollandske mølle stjernehjul, der sammen med kværndrevene
danner et gear, der dels muliggør tilkobling af flere kværne, dels
forøger hastigheden på møllestenene – typisk 4-5 gange.
Leonardo da Vinci havde allerede ca. år 1500 udarbejdet en skitse over en mølle med drejelig hat, men først i 1573 byggede hollænderen Leif J. Andries en mølle af denne type i Alkmaar. I årene herefter opførtes en række hollandske møller, som var placeret på jorden, evt. forsynet med kælder. I løbet af 1700-tallet udvikledes de teknologisk med bl.a. muret undermølle, vindrose og klapper på vingerne. Vindrosen styrer automatisk møllens drejning, mens vingeklappene, der er selvjusterende, erstatter sejlene. 
I nogle møller, bl.a. den danske Kettinge Mølle, hvor undermøllen er bygget med grundmur og har gennemkørsel, kunne hestevogne køre ind i bygningen, således at man kunne hejse sække op og ned gennem loftet ved hjælp af vindtrukne spil.
I Danmark blev udviklingen af mølleriet politisk understøttet med vedtagelsen af "Lov indeholdende nogle Bestemmelser angaaende Handel med Kornvarer og Brød" af 15. april 1854 muligheden for at drive møllerne rentabelt. Allerede i § 1 fastlagde loven, at "Handel med uformalede Kornvarer skal i Kjøbstæderne være aldeles fri, saa at det skal staae Enhver, uden Hensyn til Hjemsted, Næringsberettigelse eller Torvetvang frit at indkjøbe, falholde og afhænde alle uformalede Kornvarer, være sig Ax- eller Bælgkorn, i store eller smaa Partier. ..." Vigtigere var imidlertid § 2: "Paa Landet skulle Alle, som der ere bosiddende, have Ret til at indkjøbe, falholde og afhænde saavel formalede som uformalede Kornvarer som Brød, ...". Her åbnedes således muligheder for handel uden for købstæderne, selv om loven også satte visse begrænsninger herfor..
Møllerne kunne nu supllere indtægten fra malingen af korn med forarbejdning og salg af andre produkter, f.eks. brændevin, urtekram og slagtervarer, ofte suppleret med et brødudsalg.  Rentabiliteten blev yderligere forbedret i slutningen af det 19. århundrede, hvor en del møller blev udstyret med en motor og derfor kunne anvendes til en bred vifte af energiproduktion.
Da vindmøllerne havde deres største udbredelse i slutningen af 1800-tallet, var der ca. 200.000 i Europa, hvoraf de fleste var af den hollandske type. Omkring 1895 kulminerede de danske vindmøller i antal med mindst 2800 fungerende møller, hvoraf langt de fleste var af den hollandske type. Efter 1890 havde de hollandske møller tilbagegang, bortset fra perioderne med de to verdenskrige. Hertil angives tre hovedårsager:
- Øget konkurrence på eksportmarkederne
- Udnyttelse af Elektrificeringen til industrielt mølleri
- Gårdmøllernes fremvækst

Gårdmøllerne var stærkt medvirkende til, at de hollandske vindmøller ikke længere var rentable som kornmøller, og mens nogle søgte at supplere indtægterne, f.eks. med handel med korn og foderstoffer, blev mange andre nedlagt. Også de industrielle møller, som kunne arbejde kontinuerligt uden hensyntagen til vejrforholdene, fordi de blev drevet ved motorkraft, var vanskelige at konkurrere med. De hollandske møller blev derfor nedlagt, når de var beskadigede af brande eller stormskader, eller når de krævede større reperationsarbejder.  En optælling fra 1993 viste, at der var 273 bevarede danske møller af den hollandske grundtype.  Stormskader efter orkanerne i 1999 og 2005 har krævet omfattende reparationer på en del møller, og enkelte andre mangler det finansielle grundlag for nødvendige restaureringer.  I 2009 nedbrændte Hundborg Mølle, og i september 2013 blev Ulsted Mølle nedtaget, fordi den bærende konstruktion var angrebet af råd og svamp. 
De tilbageværende møller drives og vedligeholdes typisk som museer eller kulturminder af en forening eller et laug. En del af de møller, der stadig er funktionsdygtige, arbejder kun ved særlige lejligheder. På møllernes dag, der afholdes hvert år den tredje søndag i juni, er op mod 100 møller i drift.